# Вайзер, Митчелл-Эли
Ми́тчелл-Э́лия Ва́йзер (нем. Mitchell-Elijah Weiser, более известный как Ми́тчелл Ва́йзер; род. 21 апреля 1994, Тросдорф, Северный Рейн-Вестфалия) — немецкий и алжирский футболист, правый защитник клуба «Вердер».

## Карьера

### «Кёльн»
Сын немецкого футболиста Патрика Вайзера, игравшего в 1990/2000-е гг. в «Кёльне»» и «Вольфсбурге», Вайзер начал свою футбольную карьеру в детской команде кёльнских «козлов», в сезоне 2005/06 гг. Свой первый кубок он завоевывает в команде до 17 лет в 2011 году. Дебютировал в Бундеслиге 25 февраля 2012 года в игре против «Байера 04», став самым молодым игроком клуба за его историю, Митчелл заменил на 74-й минуте игры своего коллегу Мато Яяло.
В сезоне 2011/12 в молодёжной команде «Кёльна» он забил 11 мячей и сделал 23 голевые передачи, внеся, таким образом, свой вклад с победу команды в чемпионате.

### «Бавария»
1 июня 2012 года Вайзер подписывает контракт с мюнхенской «Баварией» до 2015 года. За дубль баварцев этого клуба Вайзер забил 1 гол в 9 матчах. В чемпионате страны Митчеллу Вайзеру сыграть тогда не пришлось, однако он вышел на поле в матче Кубка Германии с «Кайзерслаутерном». Он заменил Рафинью, который получил контузию. 2 января 2013 года он был отдан в аренду всё тому же «Кайзерслаутерну», находившемуся во Второй Бундеслиге, до конца сезона, за который забил 2 гола в 13 матчах. Дебют в стане «красных чертей» состоялся 4 февраля 2013 года во встрече с «Мюнхен 1860», которая закончилась со счётом 1:0. Вышел в стартовом составе и покидал в 86 минуте (за него появился Флорян Ридел).
По возвращении в стан красно-белых в сезоне 2013/14 Вайзер забил свой первый гол за баварцев, произошло это в игре Кубка Ауди-2013 против бразильского »Сан-Паулу».
5 ноября 2013 года Митчелл дебютирует за мюнхенскую «Баварию» в игре группового этапа Лиги чемпионов сезона 2013/14 против пльзенской «Виктории», выйдя на замену Марио Гётце на 87-й минуте.
5 апреля 2014 года Вайзер впервые в карьере появляется в баварской форме в игре Бундеслиги. В той игре «Бавария» проиграла впервые за 53 матча в Бундеслиге.

### «Герта»
1 июля 2015 года Вайзер стал футболистом берлинской «Герты».

### «Байер»
8 мая 2018 года «Байер» объявил, что с 1 июля Вайзер становится футболистом фармацевтов. За этот переход «Байер» заплатил 12 миллионов евро, подписав с игроком 5-летний контракт. 29 сентября 2018 года забил свой первый гол в ворота клуба «Боруссия» Дортмунд.
31 августа 2021 года на год был отдан в аренду в клуб «Вердер».

## Карьера в сборной
В сборной Германии U-16 Вайзер дебютировал 10 июля 2010 года в матче с Кипром (6:0). Первый гол Митчелл забил в сборной до 17 лет 4 сентября 2010 с Азербайджаном. После хороших игр на чемпионате мира U-17 в 2011 его начали сравнивать с Даниэлем Алвесом.
29 февраля он сыграл единственный матч за сборную Германии U-18 — с Нидерландами.
6 сентября 2013 года он сыграл первый матч в команде до 20 лет против Польши.
Второй матч в этой сборной он сыграл 10 октября 2013 с Турцией.
Третий матч состоялся через два дня с Нидерландами.
Четвёртой игрой в этой команде стал матч 14 октября 2013 с Чехией. Пятый матч состоялся 15 апреля 2014 с Италией.
Митчелл имеет алжирские корни со стороны матери, таким образом, имея возможность выступать за сборную Алжира. В октябре 2024 года официально сменил спортивное гражданство с Германии на Алжир и с тех пор может официально быть вызван в сборную этой страны.

## Достижения
«Бавария»
- Чемпион Германии (2): 2014, 2015
- Обладатель Кубка Германии (1): 2013/2014
- Обладатель Суперкубка Германии (1): 2012
- Обладатель Суперкубка УЕФА (1): 2013
- Победитель Клубного чемпионата мира (1): 2013

## Статистика
| Информация                           | Информация             | Информация       | Лига | Лига | Кубок          | Кубок          | Континентальные | Континентальные | Другое | Другое | Всего | Всего |
| Клуб                                 | Лига                   | Сезон            | Игр  | Голы | Игр            | Голы           | Игр             | Голы            | Игр    | Голы   | Игр   | Голы  |
| Германия                             | Германия               | Германия         | Лига | Лига | Кубок Германии | Кубок Германии | Евро            | Евро            | Другое | Другое | Всего | Всего |
| ------------------------------------ | ---------------------- | ---------------- | ---- | ---- | -------------- | -------------- | --------------- | --------------- | ------ | ------ | ----- | ----- |
| «Кёльн» II                           | Регионаллига «Запад»   | 2011/12          | 2    | 0    | —              | —              | —               | —               | —      | —      | 2     | 0     |
| «Кёльн» II                           | Итого за клуб          | Итого за клуб    | 2    | 0    | 0              | 0              | —               | —               | —      | —      | 2     | 0     |
| «Кёльн»                              | Бундеслига             | 2011/12          | 1    | 0    | 0              | 0              | —               | —               | —      | —      | 1     | 0     |
| «Кёльн»                              | Итого за клуб          | Итого за клуб    | 1    | 0    | 0              | 0              | 0               | 0               | —      | —      | 1     | 0     |
| «Бавария» II                         | Регионаллига «Бавария» | 2012/13          | 9    | 1    | —              | —              | —               | —               | —      | —      | 9     | 1     |
| «Бавария» II                         | Итого за клуб          | Итого за клуб    | 9    | 1    | 0              | 0              | —               | —               | —      | —      | 9     | 1     |
| «Бавария»                            | Бундеслига             | 2012/13          | 0    | 0    | 1              | 0              | 0               | 0               | 0      | 0      | 1     | 0     |
| «Бавария»                            | Итого за клуб          | Итого за клуб    | 0    | 0    | 1              | 0              | 0               | 0               | 0      | 0      | 1     | 0     |
| «Кайзерслаутерн»                     | Вторая Бундеслига      | 2012/13          | 13   | 2    | 0              | 0              | —               | —               | 2      | 0      | 15    | 2     |
| «Кайзерслаутерн»                     | Итого за клуб          | Итого за клуб    | 13   | 2    | 0              | 0              | 0               | 0               | 2      | 0      | 15    | 2     |
| «Бавария» II                         | Бундеслига             | 2013/14          | 3    | 0    | 0              | 0              | 1               | 0               | 0      | 0      | 4     | 0     |
| «Бавария» II                         | Итого за клуб          | Итого за клуб    | 3    | 0    | 0              | 0              | 1               | 0               | 0      | 0      | 4     | 0     |
| Итого за карьеру                     | Итого за карьеру       | Итого за карьеру | 28   | 3    | 1              | 0              | 1               | 0               | 2      | 0      | 32    | 3     |
| Последнее обновление: 26 апреля 2014 |                        |                  |      |      |                |                |                 |                 |        |        |       |       |